# Raión de Bobrovytsia
Bobróvytsia (en ucraniano: Бобровицький район) fue un raión o distrito de Ucrania en el óblast de Chernígov. En la reforma territorial de 2020, su territorio fue incluido en el raión de Nizhyn.
Comprendía una superficie de 1418 km².
La capital era la ciudad de Bobróvytsia.

## Demografía
Según estimación 2010 contaba con una población total de 40993 habitantes.

## Otros datos
El código KOATUU es 7420600000. El código postal 17400 y el prefijo telefónico +380 4632.